# Gil-galad (društvo)
Za osebo iz Tolkienove mitologije glej Ereinion Gil-galad.
Slovensko Tolkienovo društvo Gil-Galad je neprofitno društvo ljubiteljev del Johna Ronalda Reuela Tolkiena, britanskega jezikoslovca in pisca fantazijske literature. Namen društva je predvsem druženje ljubiteljev del J. R. R. Tolkiena, izdajanje njihovih člankov, risb in pesmi v internem glasilu Sijoča zvezda ter širjenje popularnosti Tolkienovih del in fantazijske literature.

## Ime društva
Ime Gil-galad pomeni v sindarščini, jeziku Sivih vilinov, »Zvezdna svetloba« (Gil - »zvezda«; cal - »sijati«; calad - »svetloba«).
Pod tem imenom so kasneje poznali vilina Ereiniona, Fingonovega sina. Po smrti Turgona je postal zadnji visoki kralj Noldorjev v Srednjem svetu in je po koncu Prve dobe ostal v Lindonu. Skupaj z Elendilom je vodil Zadnjo zvezo ljudi in vilinov ter padel v spopadu s Sauronom.

## Dejavnosti
Člani društva se redno srečujejo vsak mesec na društvenih srečanjih, med poletjem organizirajo več delavnic z raznimi vsebinami, enkrat letno pa pripravijo tudi Veliko letno srečanje članov društva.
Trenutno se v društvu, ki šteje že 70 članov, dogaja veliko zanimivih stvari. Srečanja potekajo redno, enkrat mesečno, v prostorih Knjižnice Bežigrad (v kletni dvorani) v Ljubljani.

### Interesne skupine
V sklopu društva delujejo skupine, ki se ukvarjajo z različnimi dejavnostmi. Vanje se vključujejo člani, ki jih družijo podobni interesi. Vsaka skupina zase se še dodatno sestaja in ustvarja, rezultati tega pa so prikazani na mesečnih srečanjih. 
Interesne skupine:
- Glasbena skupina
- Gledališka skupina
- Kulinarična skupina
- Likovna skupina
- Pesniška skupina
- Prozna skupina
- Pohodniška skupina
- Skupina za jezike in pisave Srednjega sveta
- Srednjeveška sekcija Vitezi Divje Loke

### Fangornova knjižnica
Društvu je za lastne potrebe na voljo tudi obširna knjižnica s Tolkienovimi deli in (predvsem) deli o Tolkienu in Srednjem svetu (sicer večinoma v angleščini, najdejo pa se tudi vsi prevodi v slovenščino).
Fangorn je vilinsko ime za Bradodreva (Treebeard), starega Enta, po katerem je tudi imenovan gozd, v katerem je živel - Fangornov gozd.

### Publikacija Sijoča zvezda
Interno glasilo Sijoča zvezda izhaja že od samega začetka društva. Ime je približen prevod imena Gil-galad v slovenščino.
Glasilo živi izključno od prispevkov članov društva - člankov, reportaž s prireditev, prevodov, zgodb in pesmi, stripov, slik ter ilustracij. V njem se objavljajo tudi novice o delovanju društva in zanimivosti.

## Zgodovina društva
Čeprav začetki društva segajo že v začetek leta 1998, je dejansko začelo delovati junija 1998, ko je izšla prva publikacija / fanzin - takrat le kratko pismo na dveh A4 straneh. Prvi navdušenci so se srečevali na IRC kanalu #Tolkien, tako da je imelo društvo ob svojem nastanku že 15 članov. 8. avgusta 1998 so se člani v Ljubljani prvič sestali, prišla je skoraj polovica povabljenih, na tem prvem srečanju pa se je dogovorilo o imenu društva: Gil - galad, o članarini, imenu njihove publikacije: Sijoča Zvezda, o grbu društva ter se določilo »rojstni dan«: 8. 8. 1998.